# Station Izbica Kujawska
Station Izbica Kujawska was een spoorwegstation in de Poolse plaats Izbica Kujawska. Het station werd in 1915 geopend als station Izbica en - samen met de rest van de lijn - in 2004 gesloten voor personenvervoer en in 2007 voor goederenvervoer.